# Eloeophila verralli
Eloeophila verralli är en tvåvingeart som först beskrevs av Ernst Evald Bergroth 1912.  Eloeophila verralli ingår i släktet Eloeophila och familjen småharkrankar. Inga underarter finns listade i Catalogue of Life.